# I Miss the Hip Hop Shop
Albums de Proof
Promatic
(2002) Grown Man Shit
(2005)
I Miss the Hip Hop Shop est le premier album studio de Proof, sorti le 15 juin 2004.
Une des chansons de l'album, Ja in a Bra, est une diss song à l'encontre du rappeur Ja Rule en réponse à l'attaque de ce dernier lancée dans le morceau It's Murda.

## Liste des titres
| No  | Titre                                                                     | Contient un (des) sample(s) de                            | Durée |
| --- | ------------------------------------------------------------------------- | --------------------------------------------------------- | ----- |
| 1.  | Intro                                                                     |                                                           | 1:05  |
| 2.  | E and 1 Equal None (Produit par Kareem Riggins)                           |                                                           | 2:54  |
| 3.  | Yzark (Produit par Essman)                                                |                                                           | 3:52  |
| 4.  | Derty Harry (Produit par Cyzer Soset)                                     |                                                           | 3:39  |
| 5.  | People Hi for Change (Produit par Amp Fiddler)                            |                                                           | 2:04  |
| 6.  | Neil Armstrong (Produit par Cyzer Soset)                                  |                                                           | 4:23  |
| 7.  | Broken (featuring Journalist et MU – Produit par House Shoes)             |                                                           | 4:24  |
| 8.  | Shake Dat Donkey (Produit par Cyzer Soset)                                |                                                           | 3:30  |
| 9.  | Runnin' Yo! Mouth (featuring T-Flame et Fatt Father – Produit par Stacey) |                                                           | 3:58  |
| 10. | Dolo Speaks 2 (Skit)                                                      |                                                           | 1:16  |
| 11. | Know Ya! Name (featuring 1st Born – Produit par Davina)                   | So Good de Davina                                         | 2:45  |
| 12. | Play With Myself (Produit par DJ Premier)                                 | Ya Playin' Yaself de Jeru the Damaja                      | 2:37  |
| 13. | You Know How 2 (featuring Famous – Produit par Denaun Porter)             |                                                           | 3:29  |
| 14. | It Ain't About Tha (Produit par Sicknotes)                                |                                                           | 2:43  |
| 15. | Cross tha' Line (Produit par Reef)                                        |                                                           | 3:00  |
| 16. | Bring It 2 Me (featuring Killa Khann – Produit par Jay Dee)               |                                                           | 3:10  |
| 17. | Ja in a Bra' (Produit par Sicknotes)                                      | It's Murda (Freestyle) de Ja Rule featuring Hussein Fatal | 3:39  |
| 18. | Nowhere Fast (featuring K-Stone – Produit par Sicknotes)                  |                                                           | 3:21  |
| 19. | Love Letters (Produit par DJ DDT-Da Busta)                                |                                                           | 2:56  |